# Gänsespickbrust
Gänsespickbrust ist eine aus einer einzelnen Brust einer Gans hergestellte Spezialität der Pommerschen Küche.
Für die Zubereitung wird die Gänsebrust nach dem Säubern im Ganzen vom Brustknochen und dem Fett an den Seiten getrennt. Das Brustfleisch wird danach einer Mischung aus Salz, Salpeter und Zucker sowie Pfeffer gewürzt. Danach werden die beiden Seiten zusammengeklappt und zusammengenäht. Anschließend wird das Fleisch mehrere Tage in der eigenen Lake gepökelt. Anschließend wird sie zusammengepresst, in Papier oder Tüchern gewickelt und mehrere Tage über Buchenholz (ggf. mit Wacholder) heiß geräuchert.